# Дринчич, Милош
Милош Дринчич (черног. Milos Drincic; род. 14 февраля 1999, Подгорица) — черногорский футболист, защитник клуба «Керала Бластерс».

## Карьера

### «Искра» Даниловград
Воспитанник футбольной академии клуба «Подгорица». В июле 2016 года футболист перешёл в «Искру» из города Даниловград. Дебютировал за клуб 20 августа 2016 года в матче протти клуба «Петровац». Футболист сразу же стал ключевым защитником клуба. Свой дебютный гол за клуб забил 17 сентября 2016 года в матче против клуба «Бокель». В апреле 2017 года подошёл до стадии четверть финалов Кубка Черногории, где в обоих матчах проиграл клубу «Сутьеска». В своём дебютном сезоне за клуб отличился забитым голом, выйдя на поле в 33 матчах во всех турнирах. 
Новый сезон за клуб начал с матча 5 августа 2017 года против клуба «Будучност». Первый в сезоне гол за клуб забил 28 февраля 2018 года в матче против клуба «Сутьеска». Вместе с клубом замочил сезон на 7 итоговом месте, а сам футболист записал в свой актив 2 забитых гола. Всего за сезон футболист суммарно во всех турнирах появился на поле 32 матчах, оставаясь ключевым защитником, лишь единожды отыграв пол матча. 
Затем на протяжении нескольких лет продолжал выступать за клуб. В сезоне 2019/2020 футболист вместе с клубом стал бронзовым призёром Первой Лиги, тем самым заработав себе путёвку в квалификационные матчи Лиги Европы УЕФА. Свой пусть в рамках квалификаций начал с предварительного рануда, где 20 августа 2020 года в серии пенальти выиграл у андоррского клуба «Санта-Колома». В первом квалификационном раунде 27 августа 2020 года футболист сыграл против болгарского «Локомотива», который с минимальным счётом победил черногорский клуб. Сам же сезон футболист окончил на 8 итоговом месте, отправившись в стыковые матчи за сохранение прописки в сильнейшем дивизионе. 

### «Сутьеска»
В июне 2021 года футболист перешёл в клуб «Сутьеска». Дебютировал за клуб 8 июля 2021 года в матче против грузинского клуба «Гагра» в рамках квалификаций Лиги конференций УЕФА. По итогу матчей футболист с клубом прошёл во второй квалификационный раунд, где 22 июля 2021 года сыграл матч против израильского клуба «Маккаби» (Тель-Авив), заработав в самой концовке матча предупреждение. Первый матч за клуб в Первой Лиге сыграл 2 августа 2021 года против клуба «Зета». Дебютный гол за клуб забил 24 ноября 2021 года в матче Кубка Черногории против «Подгорицы». Футболист по ходу сезона стал одним из ключевых защитников клуба, чем помог стать чемпионом Первой Лиги. 
Летом 2022 года футболист начал сезон с квалификационных матчей Лиги чемпионов УЕФА. Дебютировал на турнире 5 июля 2022 года в матче против болгарского «Лудогорца». По сумме матчей болгарский клуб оказался сильнее, а футболист по итогу отправился во второй квалификационный рунд Лиги конференций УЕФА. Первый матч сыграл 20 июля 2022 года против фарерского клуба «КИ Клаксвик». Первый матч в чемпионате футболист сыграл 23 июля 2022 года против клуба «Единство». В ответной встрече квалификационного матча 27 июля 2022 года фарерский клуб «КИ Клаксвик» оказался сильнее, с минимальным счётом пройдя в следующий раунд.

### «Шахтёр» Солигорск
В январе 2023 года футболист отправился на просмотр в белорусский клуб «Шахтёр». Официально 19 января 2023 года футболист присоединился к солигорскому клубу. Сумма трансфера составила порядка 80 тысяч евро. Во время зимнего межсезонья дважды травмировался и выбыл из распоряжения клуба на начало сезона. В июне 2023 года футболист вернулся в распоряжение основной команды солигорского клуба. Дебютировал за клуб 29 июля 2023 года в матче Кубка Белоруссии против брестского «Динамо», выйдя на замену на 93 минуте. В августе 2023 года футболист покинул солигорский клуб, расторгнув контракт по соглашению сторон. 

### «Керала Бластерс»
В августе 2013 года футболист перешёл в индийский клуб «Керала Бластерс». Дебютировал за клуб футболист 21 сентября 2023 года в матче против клуба «Бенгалуру», выйдя на поле в стартовом составе. Дебютный гол за клуб футболист забил 25 ноября 2023 года в матче против клуба «Хайдарабад».

## Международная карьера
В мае 2015 года футболист получил вызов в юношескую сборную Черногории до 17 лет. Дебютировал за сборную 26 мая 2015 года в товарищеском матче против Боснии и Герцеговины, забив свой дебютный гол за сборную. Дважды сборной отправлялся на квалификационные матчи  юношеский чемпионат Европы до 17 лет в сентябре 2015 года и затем ещё в марте 2016 года, суммарно отыграв за сборную 6 матчей на турнире.
В октябре 2016 года получил вызов в юношескую сборную Черногории до 19 лет. Дебютировал за сборную 4 октября 2016 года в товарищеском матче против Люксембурга. Спустя несколько дней футболист дебютировал и за молодёжную сборную Черногории в товарищеском матче 10 октября 2016 года против Польши. Дебютный гол за юношескую сборную забил 9 ноября 2016 года в матче против Фарерских островов. За молодёжную сборную футболист свой дебютный гол забил 16 октября 2018 года в матче против Казахстана.

## Достижения
«Сутьеска»
- Чемпион Черногории: 2021/22